# Team Meat
Cet article court présente un sujet plus développé dans : Super Meat Boy, Edmund McMillen et Tommy Refenes.
La Team Meat est à la base l'association du programmeur Tommy Refenes et du concepteur de jeu vidéo Edmund McMillen, formée à l'occasion du développement de Super Meat Boy, un jeu de plate-formes sorti en 2010 sur Xbox 360 et PC via Steam. Il est ensuite sorti en 2015 sur PlayStation 4 et PlayStation Vita, en 2016 sur Wii U et en 2018 sur Nintendo Switch.
Après la sortie de Super Meat Boy, l'équipe s'est penchée vers le développement d'un jeu de gestion nommé Mew-Genics, qui est resté en Development Hell (un développement sans progression visible) durant près de 3 ans. L'annulation du jeu fut confirmé début 2016. 
Au milieu de l'année 2017, Tommy Refenes annonce qu'Edmund McMillen a quitté la Team Meat il y a quelque temps sans expliquer les raisons de son départ dans les détails. À la suite de ce départ, il fut question pour Tommy de recruter des nouveaux membres dans l'équipe pour continuer le développement de nouveaux jeux. La Team Meat est alors composée de Tommy Refenes, Kyle Pulver (level designer), Lala (artiste), Temmie Chang (artiste principalement connue pour son travail sur Undertale avec Toby Fox), et Ivan (animateur venant de Newgrounds).
Ils développent Super Meat Boy Forever, un endless-runner avec niveaux générés de manière procédurale considéré comme étant Super Meat Boy 2, qui sort sur Nintendo Switch, PlayStation 4, Xbox One, PC ainsi que sur l'App Store et Google Play fin 2020 et début 2021. D'autres projets secrets sont en préparation, dont un Metroidvania.